# جوناس هنريكسون
جوناس هنريكسون (بالسويدية: Jonas Henriksson)‏ هو لاعب كرة قدم سويدي في مركز الوسط، ولد في 29 ديسمبر 1976 في Säve parish ‏ في السويد. لعب مع غايس غوتنبرغ ونادي غوتبورغ ونادي هكن.

## وصلات خارجية
- جوناس هنريكسون على موقع اتحاد السويد (السويدية)
- جوناس هنريكسون على موقع قاعدة بيانات كرة القدم.إي يو (الإنجليزية)
- جوناس هنريكسون على موقع عالم كرة القدم.نت (الإنجليزية)